# 藤野裕子
藤野 裕子（ふじの ゆうこ、1976年 - ）は、日本の歴史学者。早稲田大学文学学術院教授。専門は日本近現代史・ジェンダー・セクシュアリティ史。

## 人物
1995年、早稲田大学第一文学部に入学。安在邦夫から学部一年時に民衆史、牧原憲夫から学部三年時に社会史を学び、関心を持つ。民衆の自律的な文化である民衆運動、その中でも特に民衆の暴力行使に関心を持ち、「秩序だったこの日本社会にいいようのない鬱屈を感じており、その対極にあるかに見えた騒乱に心ひかれた」という理由から執筆された卒業論文では鹿野政直を指導教授として明治後期の日比谷焼打ち事件を扱った。
1999年、早稲田大学大学院文学研究科日本史学専攻修士課程に入学し、修士課程一年時にはジェンダー研究の先進性に惹かれ、安丸良夫ゼミでジュディス・バトラーの『ジェンダー・トラブル』を講読しクィア理論を学ぶ。また、ガヤトリ・チャクラヴォルティ・スピヴァクのサバルタン・スタディーズにも関心を持った。民衆史研究者の色川大吉、安丸、そして警察史研究者である大日方純夫に指導を受けながら、日比谷焼き討ち事件について更に研究を行い、後に『都市と暴動の民衆史』第一章となる修士論文を執筆。本修士論文の特徴は、記録を残さない人々の考えていることを裁判記録・新聞史料を用いて、「行動様式」から復元する歴史学的アプローチである。
修士課程を修了後、早大大学院文学研究科日本史学専攻博士課程に進学。安在邦夫に師事。2008年に合同図書館にて関東大震災時の朝鮮人虐殺に関する史料を読む過程で、虐殺の加害者の視点から見た一方的な暴力と被害者側の視点の断絶に直面する。また、この時期にジェンダー史的な視野から戦前日本の女性どうしの性愛を歴史学研究の俎上に上げる必要性に気づき始めた。日比谷焼打ち事件から米騒動に至るまでのいわゆる「都市民衆騒擾期」を焦点とした博士論文を執筆。博士課程を単位取得退学した後、2012年「近代日本都市暴動の民衆史的研究」で文学博士を取得。
大学院在籍中にハーバード大学客員研究員としてアメリカに留学。アンドルー・D・ゴードンに師事。ボストン留学中に交通事故による受傷を経験し、自身が後遺症として脳機能に乱れを生じる身体を持つ存在としてとしてリハビリテーションを行う中、文字が読めずかつ論文執筆がも出来ない経験をへて、2010年に『軽度外傷性脳損傷のためのリハビリテーション・ワークブック―高次脳機能障害の回復にむけて』を日本語訳。このリハビリ経験を通して、今の自分でも声を駆使してインターネットラジオで歴史を伝えることならできるのではないかと考え始めた。これをきっかけとして、twitterを基盤として歴史学ラジオである「真夜中の補講」のブロードキャストを開始した。2016年5月から、ほぼ毎月1回、学術書の著者へのインタビュー等を「真夜中の補講」と題してツイキャスで配信している（外部リンク参照）。
早稲田大学東アジア法研究所助手、早稲田大学文化構想学部社会構築論系助手、2010年の早稲田大学文学学術院助教を経て、2015年に東京女子大学現代教養学部准教授となる。専門は日本近現代史。早稲田大学東アジア法研究所研究所員も務める。2016年、『都市と暴動の民衆史―東京・1905-1923年』で第42回藤田賞を受賞。2021年4月より早稲田大学文学学術院准教授となる。2022年4月から現職。

## 著書
- 『都市と暴動の民衆史 東京・1905-1923年』（有志舎） 2015年
- 『民衆暴力 - 一揆・暴動・虐殺の日本近代』（中公新書） 2020年　ISBN 978-4-12-102605-7

### 部分執筆
- 『暴力の地平を超えて - 歴史学からの挑戦』(青木書店） 2004年
- 『館林市史資料編6 近現代II 鉱毒事件と戦争の記録』（館林市史編さん委員会共著、館林市） 2010年
- 『震災・核災害の時代と歴史学』 （歴史学研究会共著、青木書店） 2012年
- 『歴史学のアクチュアリティ』（歴史学研究会共著、東京大学出版会） 2013年
- 『館林市史資料編5 近現代I 近代館林の歩みと社会』（館林市史編さん委員会共著、館林市） 2014年

### 共編
- 『軽度外傷性脳損傷のためのリハビリテーション・ワークブック―高次脳機能障害の回復にむけて』（ダグラス・J・メイソン著、監訳篠永正道、藤野訳、西村書店）2010年9月 ISBN 978-4-89013-392-5
- 『牧原憲夫著作選集 上巻 明治期の民権と民衆』（牧原憲夫、戸邉秀明共編、有志社） 2019年9月 ISBN 978-4-908672-33-0
- 『牧原憲夫著作選集 下巻 近代日本の文明化と国民化』（牧原憲夫、戸邉秀明共編、有志社） 2019年9月 ISBN 978-4-908672-34-7